# Dhotarbandi, Manvi
Dhotarbandi là một làng thuộc tehsil Manvi, huyện Raichur, bang Karnataka, Ấn Độ.